# Liceul Teoretic „Onisifor Ghibu” din Oradea
Colegiul Național "Onisifor Ghibu" este o instituție de învățământ preuniversitar din Oradea. Liceul a fost construit cu ajutorul fiului pedagogului Onisifor Ghibu și inaugurat în 1995 în prezența lui Ion Iliescu, președintele de atunci al României. Colegiul este cea mai mare unitate de învățământ preuniversitar din județul Bihor.

## Istoric

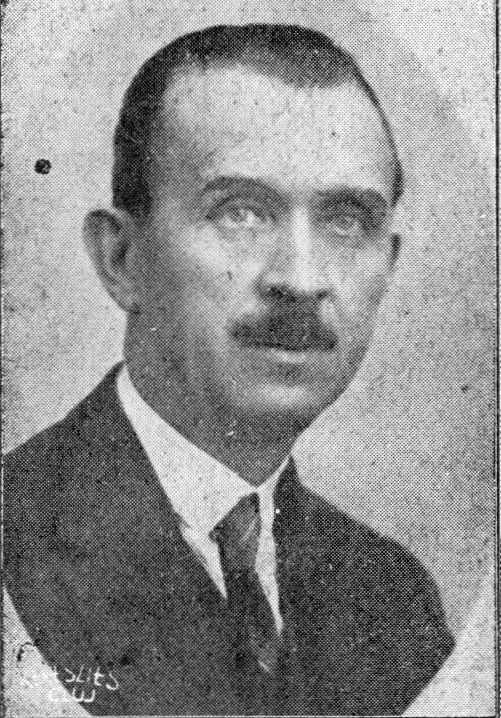
Onisifor Ghibu

Liceul poartă numele pedagogului și politicianului Onisifor Ghibu (1883-1972).
În anul 1976 a fost înființată în cartierul Nufărul din Oradea Școala Nr. 3, cu clasele I-VIII. An de an efectivle școlii s-au mărit ajungându-se la un moment dat la un program în 4 schimburi, accentuându-se necesitatea creeări unui nou corp al cladiri.
În 1995 este inaugurat noul corp al clădiri în prezența lui Ion Iliescu, la acea dată președinte al României. Cu această ocazie și denumirea școlii este schimbată în onoarea marelui pedagog transilvănean, școala devenind Colegiul Național "Onisifor Ghibu".

## Oferta educativa
Pentru liceu,oferta educativă cuprinde următoarele profiluri:
- La profilul real:
  - matematică-informatică:intensiv informatică;
  - științe ale naturii;

- La profilul uman:
  - filologie:intensiv engleza;
  - filologie:jurnalism

## Facilități
Dotarile liceului deservesc peste 2200 de elevi si aproximativ 150 de cadre didactice.
- 51 de săli de clasă;
- 3 laboratoare informatica;
- 2 laboratoare chimie;
- 1 laborator biologie;
- 1 laborator fizica;
- cabinet de limbi straine;
- cabinet de limba română;
- cabinet de religie;
- bibliotecă;
- sală festivă;
- sală de sport;
- cabinet medic școlar;
- cabinet stomatolog;
- cabinet psiholog;
- sală de proiecție
- redacția revistei școlii;
- 2 terenuri de fotbal;
- 1 teren de baschet;
- părculeț interior;

## Sport
Liceul deține și 2 titluri de campioane la volei-liceu (câștigate in 2006 și 2007), un titlu de campioană(2006), vicecampioană(2007) și un loc 3(2008) la volei-gimnaziu. 
Actualele echipe sunt formate din:
- la liceu: Corina Vlad, Cristina Stefan, Ienciu Denisa, Pasca Andreea, Murg Madalina, Cret Madalina, Anca Stanescu, Roxana Neaga
- la gimnaziu: Ivan Paula, Adelina Crisan, Farcas Adania, Bianca Suciu, Alexandra Pantea, Giulia Hosu.

Postul de antrenoare este deținut de Rodica Sanislav, ea fiind propusă in 2006 la premiul de cetățean de onoare al municipiului Oradea.